# Prionopelta kraepelini
Prionopelta kraepelini is een mierensoort uit de onderfamilie van de Amblyoponinae. De wetenschappelijke naam van de soort is voor het eerst geldig gepubliceerd in 1905 door Forel.